# 尤利亞尼夫卡
50°22′39″N 28°20′11″E / 50.37750°N 28.33639°E
尤利亞尼夫卡（烏克蘭語：Юлянівка）是烏克蘭北部的村莊，隸屬日托米爾州的日托米爾區。該村面積1.39平方公里，2001年人口232，人口密度每平方公里167.03人。